# Menschliche Geschlechtsunterschiede

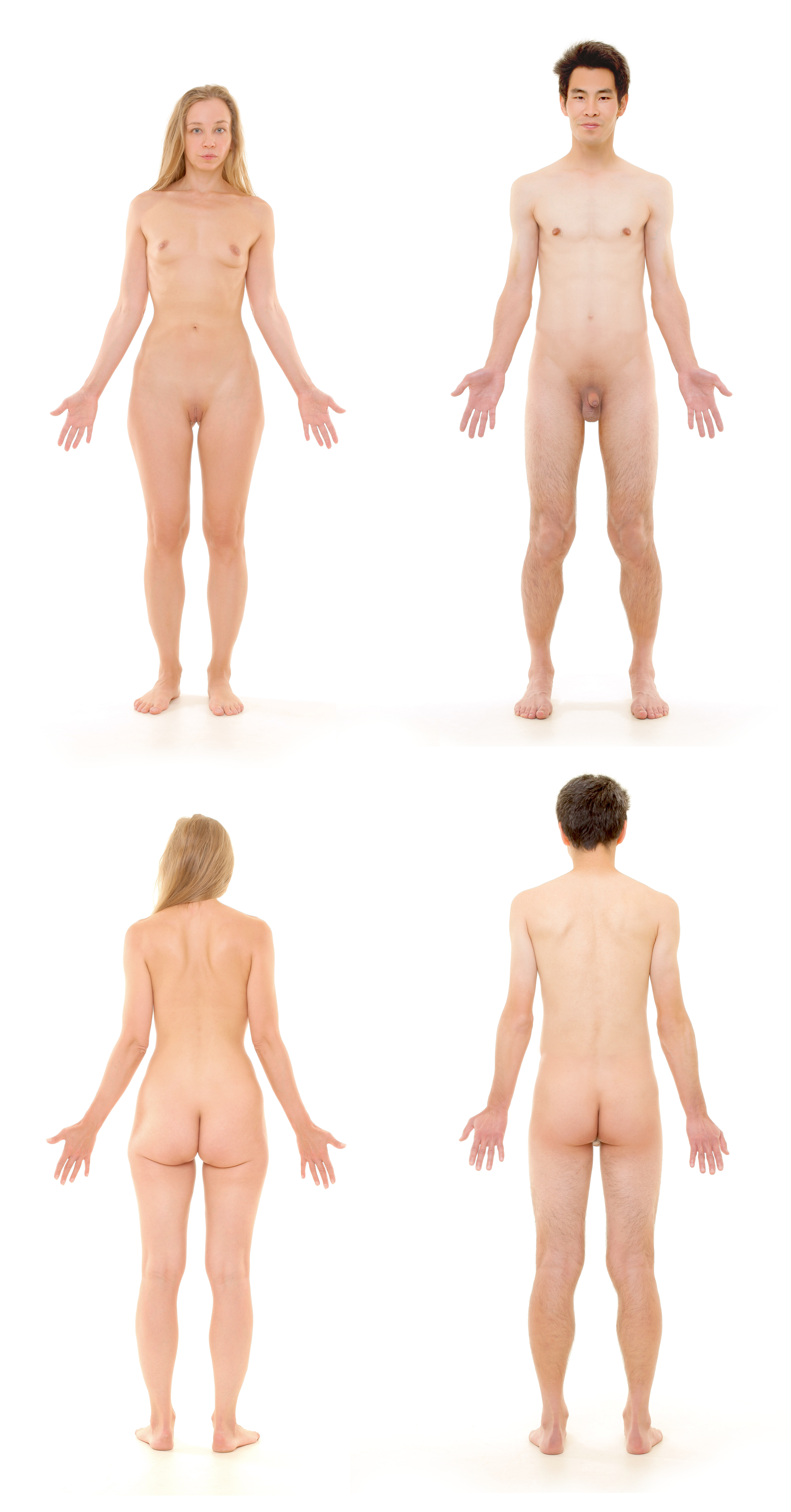
Frau und Mann mit unterschiedlich ausgeprägten Körperproportionen und Geschlechtsorganen. Hier zur besseren Erkennbarkeit ohne die bei Erwachsenen üblichen Scham- und Achselhaare, sowie beim Mann ohne Bart- und Brusthaare.

Als menschliche Geschlechtsunterschiede werden all jene Unterschiede in der Anatomie, der Psyche und im Sozialverhalten zwischen Menschen bezeichnet, die auf deren Zugehörigkeit zum männlichen oder weiblichen Geschlecht zurückgeführt werden. Vereinfacht wird der Begriff als Geschlecht bezeichnet.

## Einteilung

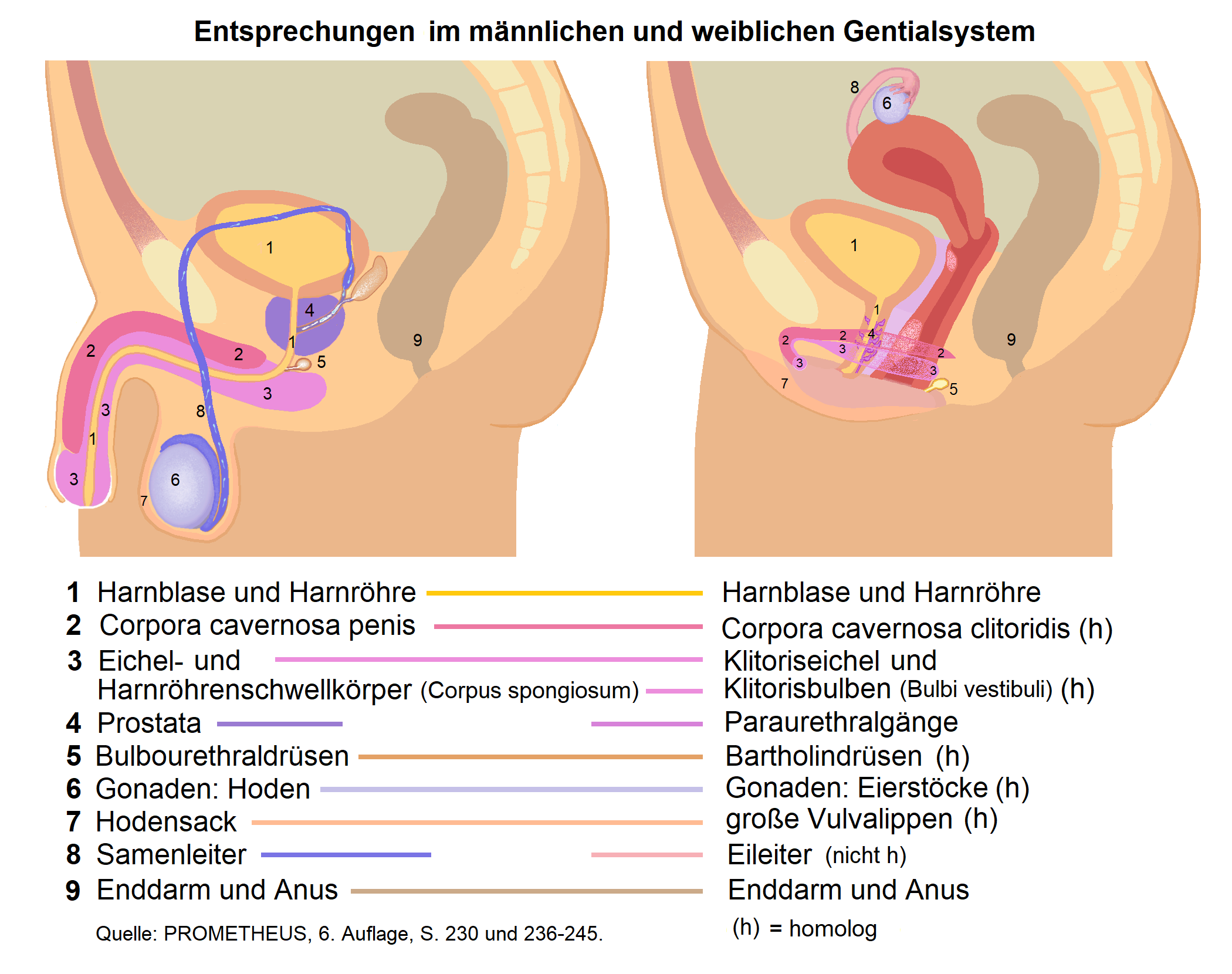
Geschlechtsorgane bei Mann und Frau, von denen einige aus denselben embryonalen Anlagen entstehen, also homolog sind.

Es wird unterschieden zwischen primären, sekundären und tertiären Geschlechtsmerkmalen. Primäre Geschlechtsmerkmale sind beim Mann Penis, Hoden, Nebenhoden und Samenwege, bei der Frau Klitoris, Eierstöcke, Eileiter, Gebärmutter, Vulva und Vagina. Die primären Merkmale sind bereits bei der Geburt ausgebildet. Die sekundären Geschlechtsmerkmale bilden sich in der Pubertät durch die Einwirkung von Sexualhormonen aus. Dazu gehören bei allen Geschlechtern das Wachstum von Achsel- und Schamhaar, beim jungen Mann der Bartwuchs, bei den Mädchen das Wachstum der Brust und die Vermehrung des Fettgewebes. Jungen und Mädchen kommen in der Pubertät in einen Stimmbruch, wobei die männlichen Teenager eine merklich tiefere Stimme bekommen als ihre Kinderstimme, während bei jungen Mädchen die Stimme nur geringfügig tiefer wird. Meistens kann man das Geschlecht einer Person mit dem Hörsinn erkennen, die Zuordnung kann aber auch unzutreffend sein.
Zu den tertiären Geschlechtsmerkmalen zählen der jeweilige Körperbau, z. B. Körpergröße und Beckenform, sowie geschlechtsspezifische Verhaltensweisen und Gefühle (Psyche). Die Unterscheidung zwischen sekundären und tertiären Geschlechtsmerkmalen ist nicht immer eindeutig.

## Genetische Grundlage

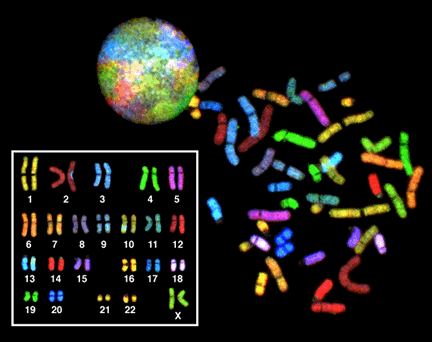
Karyotyp einer Frau

Aus molekularbiologischer Sicht unterscheiden sich Frau und Mann durch die Ausbildung der Geschlechtschromosomen. Während die Frau ein Chromosomenpaar aus zwei X-Chromosomen (XX) besitzt, liegt beim Mann ein Paar aus einem X-Chromosom und einem Y-Chromosom mit den jeweiligen Genen vor. Geschlechtsbestimmend ist dabei vor allem die Sex determining region of Y (SRY), die beim Mann für die embryonale Produktion des Hoden-determinierenden Faktors (TDF für englisch: Testis-determining factor), eines Proteins, und über diesen bereits während der frühen Embryonalentwicklung für die Ausbildung von primären männlichen Geschlechtsmerkmalen verantwortlich ist. Dieser Unterschied führt zu einem Geschlechtsdimorphismus.
Bei Fehlen des TDF bilden sich dagegen weibliche Geschlechtsmerkmale heraus. Durch verschiedene genetisch bedingte Ursachen kann sich ein Embryo ausnahmsweise auch trotz eines 46,XY-Chromosomensatzes zu einem weiblichen Baby entwickeln (siehe auch: XY-Frau).

## Anatomie

### Körperbau
Der größte Unterschied beim Knochenbau zeigt sich bei dem bei Frauen ausladenderen Becken, welches für das Gebären notwendig ist. Männer sind außerdem durchschnittlich 7 % größer und haben eine höhere Knochendichte (die im Alter weniger stark abnimmt) und einen höheren Muskelanteil. Männer haben weiter im Schnitt einen geringeren Körperfettanteil, welcher stärker im Rumpf und Bauch konzentriert ist.
Die Variationsbreite innerhalb der menschlichen Populationen ist jedoch so groß, dass nur anhand des Körperbaus nicht immer eine zweifelsfreie Zuordnung möglich ist.

### Gehirn
Das menschliche Gehirn ist statistisch gesehen in einigen Regionen ebenfalls sexualdimorph, wobei die Unterschiede als eher klein angesehen werden.

#### Unterschiede
Das männliche Gehirn ist im Durchschnitt 11 % schwerer und dieser Unterschied bleibt signifikant, wenn die Körpergröße konstant gehalten wird. Die Größe einzelner Hirnareale im Verhältnis zur Gesamtgröße unterscheidet sich ebenfalls. Bezüglich der Größenunterschiede bestimmter Hirnareale ist allerdings zu beachten, dass die innergeschlechtlichen Varianzen die geschlechtsspezifischen übersteigen können.
Die Frontallappen sind bei Frauen eher größer, die Amygdala und der Hypothalamus bei Männern.
Auch bei Hirnarealen, die für kognitive Funktionen zuständig sind, gibt es Geschlechtsunterschiede. Frauen haben im Mittel ein relativ größeres Sprachzentrum und Forschungsergebnisse suggerieren, dass diese anatomischen Merkmale mit höheren Sprachfertigkeiten von Frauen korrelieren.
Ein weiterer Sexualdimorphismus des menschlichen Gehirns ist die Lateralisation des Gehirns. Bei Männern sind die beiden Hemisphären in Bezug auf Sprache und Raumvorstellung tendenziell asymmetrischer organisiert als bei Frauen, was für einige Unterschiede in kognitiven Funktionen sorgen könnte. So haben Schäden an einer Hemisphäre bei Frauen manchmal geringere Effekte als bei Männern.

#### Erklärungsansätze der Unterschiede
Die unterschiedliche Hirnentwicklung beginnt sehr früh im Leben, wofür wahrscheinlich sowohl pränatale Sexualhormone als auch genetische Signale verantwortlich sind.
Bekannt ist zudem, dass Erfahrungen die Gehirnstrukturen prägen, wodurch geschlechterspezifische Erfahrungen Einfluss auf die Unterschiede im Aufbau des Gehirns haben können.

### Körperliche Leistungsfähigkeit
Es ist nicht möglich, ein einheitliches Maß für die körperliche Leistungsfähigkeit des Menschen aufzustellen. Stattdessen wird die Leistungsfähigkeit für jede Disziplin einzeln bestimmt. Männer erreichen im Leistungssport im Schnitt 10 bis 20 % mehr Leistungsfähigkeit in den einzelnen Disziplinen. Dieser Effekt ist umso stärker, je mehr es auf Kraft ankommt. Der höhere Fettstoffwechsel von Frauen ist bei Ultra-Ausdauerdisziplinen von Vorteil.
Frauen besitzen im Bevölkerungsdurchschnitt etwa zwei Drittel der körperlichen Leistungsfähigkeit von Männern und haben im Durchschnitt 55 % der Muskelkraft von Männern. Die besten 20 % der Frauen haben dieselbe körperliche Leistungsfähigkeit wie die schlechtesten 20 % der durchschnittlichen männlichen Bevölkerung. Frauen besitzen jedoch eine höhere Ausdauer als Männer. 
In Deutschland haben Arbeitgeber im Rahmen der Gefährdungsbeurteilung über die Lastenhandhabungsverordnung durch geeignete Messwerkzeuge, etwa die Leitmerkmalmethode, auf diese geschlechtsspezifischen Unterschiede Rücksicht zu nehmen. International sind die Unterschiede durch die ISO 11228 (Ergonomie – Manuelles Handhaben von Lasten) zum Heben, Halten, Tragen, Ziehen und Schieben von Lasten normiert. Europäische Norm ist die EN 1005 (Sicherheit von Maschinen – Menschliche körperliche Leistung).

### Weitere Dimorphismen
Frauen in allen bisher untersuchten menschlichen Populationen haben im Durchschnitt eine hellere Hautfarbe als Männer. Die Helligkeit korreliert bei Frauen (nicht bei Männern) positiv mit dem pränatalen Östrogenspiegel.
Einer in Island und den Niederlanden durchgeführten Studie zufolge kommt die Augenfarbe grün mehr als doppelt so häufig bei Frauen wie bei Männern vor, auch Sommersprossen sind deutlich häufiger.
Frauen haben relativ zu ihrem Körper kleinere Füße als Männer.

## Hormone
Bei allen Menschen ist die Menge an produzierten und freien Hormonen sowie die Reaktivität des Körpers auf die Hormone individuell. Bei einigen Hormonen, wie etwa den Sexualhormonen, können jedoch deutliche, geschlechtsabhängige Tendenzen festgestellt werden.

### Sexualhormone
Während bei Frauen tendenziell Östrogene und Gestagene erhöht sind, sind es bei Männern eher Androgene.

#### Pränatal
Vor der Geburt sind Jungen durchschnittlich mehr Testosteron ausgesetzt als Mädchen. Dies kann jedoch durch einen Enzymdefekt anders ausgeprägt sein, wie etwa bei dem adrenogenitalen Syndrom.

## Reproduktive Kapazität
Die Eierstöcke produzieren pro Monat etwa eine Eizelle, die sich zusammen mit einem Spermium zu einem Embryo entwickeln kann. Die Hoden produzieren pro Monat mehrere Milliarden Spermien, die sich jeweils zusammen mit einer Eizelle zu einem Embryo entwickeln können. Dies bedeutet, dass ein Mann in seinem Leben eine weitaus größere Zahl von Kindern zeugen als eine Frau bekommen kann. Im Durchschnitt haben Frauen und Männer die gleiche Anzahl an Kindern, da jedes Kind immer eine Mutter und einen Vater hat. Die Varianz ist jedoch weitaus höher bei Männern. Männer tendieren diesbezüglich dazu, durch die Zahl der Kopulationen beschränkt zu sein, Frauen durch ihre Fruchtbarkeit.
Mulai Ismail soll über 850 Kinder gezeugt haben. Die Frau mit den meisten Kindern war zeitgenössischen Quellen zufolge die russische Bäuerin Walentina Wassiljewa (18. Jahrhundert). Aus 27 Schwangerschaften resultierten 69 Kinder.
Die Fruchtbarkeit von Frauen nimmt ab dem Alter von etwa 30 Jahren ab und endet mit der Menopause. Männer sind länger fruchtbar. Die älteste Mutter, María del Carmen Bousada, war zum Zeitpunkt der Geburt 67, der älteste Vater 93 Jahre alt.

## Intersexualität
Die Natur bietet eine breite Spanne von Ausprägung der Geschlechter. So gibt es beispielsweise Frauen mit erhöhtem Testosteronspiegel und Menschen mit Androgenresistenz, die bei einem XY-Karyotyp ein weibliches Erscheinungsbild haben. Diese und weitere Zwischenformen zwischen Mann und Frau werden unter dem Begriff Intersexualität zusammengefasst. Dieser Umstand erschwert es, eine allgemein für den Leistungssport gültige Definition für „Frau“ zu finden.

## Biologisch beeinflusste Verhaltens- und Persönlichkeitsunterschiede
Die Geschlechtsunterschiede beim Menschen gehen weit über anatomische Merkmale hinaus und finden sich in vielen Aspekten der Kognition, des Verhaltens und Störungen dessen wieder. Auch leben Frauen meist länger als Männer.
Verhaltensunterschiede werden auch bei unterschiedlichen Präferenzen bei der Partnerwahl und sexuellen Mentalitäten diskutiert. (siehe dazu Partnerwahl beim Menschen#Evolutionäre Psychologie)

### Hormone und Verhalten
Der traditionellen Sicht zufolge sind Hormone die einzigen biologischen Ursachen für Verhaltens- und Kognitionsunterschiede zwischen Mann und Frau.
Der Zusammenhang zwischen Hormonmenge und Verhaltensausprägung ist dabei kein einfacher. Verhaltensvariationen können durch den Zeitpunkt der Hormonausschüttung, die Empfindlichkeit für Hormone und modifizierende Umweltfaktoren erklärt werden.
Die Hormonveränderungen während der Pubertät bewirken geschlechtsspezifische Unterschiede in der Häufigkeit von Stimmungsstörungen, wovon Mädchen doppelt so häufig wie Jungen betroffen sind.
Viele der frühen Studien zu hormonellen Geschlechterunterschieden wurden an Mäusen durchgeführt.

#### Androgene
Androgene beeinflussen das Sexualverhalten. Beispielsweise besteigen männliche Mäuse mit Androgenmangel seltener weibliche Mäuse und sind rezeptiver für die Besteigung durch andere Männchen. Sexualhormone wirken sich auch auf Aggression und Kognition aus. Beispielsweise verhalten sich Mäuse und Primaten aggressiver, wenn sie höheren Androgenspiegeln ausgesetzt sind. Weibliche Ratten lernen räumliche Aufgaben schneller als kastrierte Männchen, wenn sie während ihrer Entwicklung Androgenen ausgesetzt sind.
Wenn menschliche, weibliche Embryonen während der Schwangerschaft verstärkt männlichen Hormonen ausgesetzt wurden (z. B. durch Einnahme von Diethylstilbestrol durch die Mutter, oder durch das Adrenogenitale Syndrom (CAH)), neigen sie als Menschen später zu mehr Aggressivität, verbessertem räumlichen Denken, typisch männlichem Spielverhalten und Sexualpräferenzen. Der ursächliche Anteil der Erziehung am Ausmaß dieses Verhaltens bei CAH-Mädchen ist umstritten, da sich das Erziehungsverhalten als Reaktion auf die männlich anmutenden Genitalien ändern könnte.
Mädchen von getrenntgeschlechtlichen Zwillingspaaren wurden als Embryonen in der Gebärmutter höheren Dosen von Androgenen ausgesetzt und zeigten in einigen Studien überdurchschnittlich typisch männliches Verhalten wie verbesserte Raumvorstellung und Sensationslust. Andere Studien konnten diese Effekte nicht replizieren.

##### Testosteron
Testosteron beeinflusst die geschlechtsspezifische Hirnentwicklung sowie Verhalten und Funktionen. Der Hauptmechanismus der Entwicklungsunterschiede scheint der programmierte Zelltod zu sein.
Lange Zeit kursierte die Annahme, dass Testosteron aggressiv und risikofreudig mache und es wurde daraus geschlossen, dass Männer "von Natur aus" aggressiver und risikobereiter seien. Diese Annahmen sind stark umstritten. Einige Forschende vermuten, dass ein erhöhter Testosteronspiegel die Folge und nicht die Ursache von bestimmten Verhalten, wie etwa aggressiven Handeln, sei.

### Geschlechtschromosomen
Die zahlreichen Hinweise auf die wichtige Rolle der Hormone bei Geschlechtsunterschieden bedeuten nicht, dass es keine anderen biologischen Ursachen für Geschlechtsunterschiede gibt. Einige sexuelle Differenzierungen können nicht auf Hormone zurückgeführt werden, sondern auf genetische Unterschiede.
Das X-Chromosom enthält ein Gen für Soziale Kognition. Mädchen mit dem X0 Turner-Syndrom, die das X-Chromosom vom Vater erhalten haben, erzielten signifikant höhere Ergebnisse bei Tests als Mädchen mit der Krankheit, bei denen das X-Chromosom von der Mutter stammt. Normale Jungen haben schlechtere soziale Kognition als normale Mädchen. Dies suggeriert die Existenz eines Gens, das die sozialen kognitiven Fähigkeiten erhöht, aber in Jungen nicht exprimiert wird.

### Kognitive Fähigkeiten
Fast immer sind die Unterschiede zwischen den getesteten Individuen innerhalb eines Geschlechts größer, als die (mittleren) Unterschiede zwischen den Geschlechtern. Es gibt keine anerkannte und eindeutige Faktenlage über die Ursachen teilweise festgestellter Unterschiede zwischen den Geschlechtern. Neben anatomischen und hormonellen Ursachen werden auch soziale Aspekte diskutiert.
In einer systematische Übersichtsarbeit der University of Wisconsin aus dem Jahr 2013 wurden viele Meta-Analysen verglichen. Es wurde konkludiert, dass männliche Personen u. a. im Bereich der räumlichen Intelligenz (im Mittel) besser, in sprachlichen Leistungen jedoch leicht schwächer abgeschnitten haben. Als Ursachen wurde der Lerneffekt durch unterschiedliche Hobbys (bspw. Sport vs. Lesen) sowie verschiedene Rollenbilder erwogen. Beispielsweise wurden in neueren Studien in den Vereinigten Staaten kaum noch Unterschiede im Bereich der mathematischen Leistung gemessen. Des Weiteren wurde in einigen Bereichen der kognitiven Leistung (u. a. mathematische, räumliche, sprachliche Leistungen) bei Männern eine größere Variabilität als bei Frauen festgestellt. Dies bedeutet, dass innerhalb der Vergleichsgruppen männliche Personen zu einem größeren Anteil stärker als auch schwächer abschnitten als weibliche Personen. Insgesamt seien die Unterschiede der Variabilität jedoch sehr gering und es wurde keine Aussage über ihre Ursachen getroffen.

### Aggressivität
Antisoziales Verhalten tritt bei Männern häufiger auf als bei Frauen. Jungen tendieren eher zu externalisierenden Störungen und Symptomen wie aggressivem und delinquentem Verhalten. Dieses Verhalten kann auch Reaktionen auf eigene Gewalterfahrungen enthalten. Während Depression und selbstverletzendes Verhalten häufiger bei Frauen auftreten, werden Männer nach traumatisierenden Gewalterfahrungen oftmals von Opfern zu Tätern.
Männliche Menschen sind in jeder Altersklasse physisch und verbal aggressiver als weibliche und begehen mehr Straftaten. So waren in Deutschland laut polizeilicher Kriminalstatistik 2011 86,9 % der Tatverdächtigen in der Straftatengruppe „Mord und Totschlag“ männlich, in der Kategorie „Raubdelikte“ waren es 90,4 %.
Lebenslanges persistentes antisoziales Verhalten wie Aggressivität tritt bei Männern ungefähr 10- bis 14-mal häufiger auf als bei Frauen. Als Erklärung sehen einige Forscher die bei Männern deutlich höhere Konzentration des Sexualhormons Testosteron. Im US-Bundesstaat Alabama wurde vor diesem Hintergrund 2019 ein Gesetz verabschiedet, welches bei pädophilen Sexualstraftätern einen hormonellen Eingriff ermöglicht, der auch „chemische Kastration“ genannt wird. Demnach ist eine vorzeitige Haftentlassung nur noch möglich, wenn die Verurteilten einer medizinischen Absenkung ihres Testosteronspiegels zustimmen.
Forschungsergebnisse zeigen für Männer eine höhere Heritabilität von Aggression als für Frauen, wenngleich die Bestimmung eines definitiven Werts der Heritabilität schwierig ist. Der erste Hinweis auf eine Verbindung zwischen spezifischen Genloci (MAO-Gene) und Aggressivität wurde bei Tierversuchen gefunden. Die MAOA-Gene wurden später in bei Jungen in Verbindung mit antisozialem Verhalten gebracht: Jungen, die wenig MAO-A exprimierten und zudem misshandelt wurden, tendierten später deutlich mehr zu antisozialem und gewalttätigem Verhalten als Jungen mit höherer MAOA-Exprimierung (unabhängig davon, ob letztere misshandelt wurden oder nicht).

### Persönlichkeitsmerkmale und Interessen
Eine Analyse zweier Meta-Analysen und dreier interkultureller Studien zeigte, dass die Persönlichkeitsunterschiede entlang der Big Five zwischen Männern und Frauen klein bis mittel sind. Die größten Unterschiede bestünden bezüglich Verträglichkeit und Neurotizismus, die beide bei Frauen im Durchschnitt stärker ausgeprägt seien als bei Männern.

#### Interessen
Einer Studie zur Folge seien Männer eher an Systemen und den Funktionen von Dingen interessiert, während Frauen sich eher für Menschen interessieren, was auf den unterschiedlichen Testosteronspiegel vor der Geburt zurückzuführen sei. Diese Studie war kontrovers. Dieser Versuch wurde auch nach zwanzig Jahren noch nicht verifiziert.
Einer anderen Studie nach, spielten Mädchen, die vor der Geburt einem hohen Testosteronspiegel ausgesetzt waren, länger mit Spielzeugautos. Forschende führen dieses Spiel-Verhalten auf jenen erhöhten Testosteron-Einfluss zurück. Andere Forschende nehmen an, dass es keinen Zusammenhang zwischen dem Testosteronspiegel und dem Spielverhalten von Kindern gibt.

## Erklärungsansätze zu Verhaltens- und Persönlichkeitsunterschieden
Die Persönlichkeitsunterschiede seien in geschlechtsegalitären Gesellschaften tendenziell größer als in weniger geschlechtsegalitären Gesellschaften, was als Widerspruch zur Rollentheorie und als Übereinstimmung mit evolutionären Theorien sowie der Theorie des sozialen Vergleichs gedeutet werden könne.

### Evolutionsbiologischen Erklärungsansätze
Die historische Perspektive des Mannes als Jäger und Sammler, konkurrierend mit anderen Männern um Nahrung, Ressourcen und Frauen und mit geringen Investitionen in die Erziehung der Kinder, ist konsistent mit der Entwicklung von speziell männlichen Eigenschaften wie Aggression, Konkurrenz und Raumvorstellung. Bei Frauen standen wahrscheinlich Kindererziehung und die Fähigkeit, in einer kooperativen Gemeinschaft zu überleben, im Vordergrund, was die Herausbildung von kommunikativen und sozialen Fähigkeiten beförderte.
Diese evolutionsbiologischen Erklärungsansätze werden im aktuellen Wissenschaftsdiskurs kontrovers diskutiert.
Die Interessenunterschiede seien konsistent über Zeit und verschiedene Kulturen, was auf biologische Einflüsse hindeute. Dem evolutionären Erklärungsansatz scheint zu widersprechen, dass die Ausprägungsvarianzen in verschiedenen Kulturen unterschiedlich stark ausfallen. Ein weiterer Ansatz ist, dass der unterschiedliche Selektionsdruck zu geschlechtsspezifischen Entwicklungen der Geschlechtschromosomen führte, die das Verhalten direkt (über Gene) und indirekt (über Hormone) beeinflussen.

### Kulturelle Erklärungsansätze
Eine Theorie geht davon aus, dass sich Verhaltens- und Persönlichkeitsunterschiede nicht aus dem biologischen Geschlecht ergeben würden, sondern aus den sozialen Bedingungen, Strukturen und Normen, an welche sich Männer und Frauen anpassen. Die Geschlechter seien nach der Theorie soziale Konstrukte, einige Unterschiede wie anatomische Unterschiede (Körpergröße) und weibliche Gebärfähigkeit seien dennoch nicht kulturell, sondern biologisch bedingt. Das stärkere Auftreten von Aggression bei Männern wird in diesem Ansatz als Folge von Rollenerwartungen gesehen. Der Durchschnitt der Männer besetzte und besetzt kulturell bedingt Rollen mit größerer Macht und höherem Status als der Durchschnitt der Frauen. Dies habe dazu geführt, dass aggressives, dominantes Verhalten als Ausdruck von Macht als typisch männlich angesehen werde. Die Verinnerlichung dieser Rollenerwartungen würde zu der höheren Wahrscheinlichkeit des Auftretens von Aggressivität von Männern im Vergleich zu Frauen führen.
Weit verbreiteter ist jedoch die Annahme, dass sich Sozialisierungen und Biologie gegenseitig beeinflussen und Geschlechterunterschiede demnach ein komplexes Zusammenspiel vieler Faktoren sei.

## Soziologie

### Kriminalität

#### Täter
Männer begehen deutlich mehr Verbrechen als Frauen. Es gibt keine bekannte Gesellschaft, in der der Anteil der Frauenkriminalität höher ist als der der Männerkriminalität. 2006 waren etwa 4,3 % der weltweiten Gefängnisinsassen weiblich. 74,3 % der 2014 ermittelten Tatverdächtigen in Deutschland waren männlich. Speziell bei schwerwiegenden Delikten, bei organisierter und Bandenkriminalität ist der Anteil der Männer nochmals deutlich höher. Während in Österreich etwa 20 % der ermittelten Tatverdächtigen weiblich sind, beträgt ihr Anteil an Personen, die eine lebenslange Freiheitsstrafe verbüßen, lediglich 4 %.

#### Opfer
Die Geschlechterverteilung der Opfer von Verbrechen sind je nach Delikt sehr unterschiedlich, jedoch haben Männer in Deutschland ein höheres Risiko (59,0 %), einem Verbrechen zum Opfer zu fallen als Frauen (41,0 %).
Die folgende Tabelle macht Angaben über die Männer und Frauen, die Opfer geworden sind.
| Verbrechen                                     | Staat              | Männer | Frauen | Daten                                                                  |
| ---------------------------------------------- | ------------------ | ------ | ------ | ---------------------------------------------------------------------- |
| Tötungsdelikte                                 | Weltweit           | 78,7 % | 21,3 % | Büro der Vereinten Nationen für Drogen- und Verbrechensbekämpfung      |
| Mord und Totschlag                             | Deutschland        | 52,7 % | 47,3 % | 2011 Büro der Vereinten Nationen für Drogen- und Verbrechensbekämpfung |
| Mord und Totschlag                             | Österreich         | 59,8 % | 40,2 % | 2010 Büro der Vereinten Nationen für Drogen- und Verbrechensbekämpfung |
| Straftaten gegen die sexuelle Selbstbestimmung | Deutschland        | 7,0 %  | 93,0 % | 2014 Polizeiliche Kriminalstatistik                                    |
| Tötungsdelikte im Gangmilieu                   | Vereinigte Staaten | 94,6 % | 5,4 %  | U.S. Department of Justice                                             |
| Tötungsdelikte im Drogenmilieu                 | Vereinigte Staaten | 90,5 % | 9,5 %  | U.S. Department of Justice                                             |
| Tötungsdelikte                                 | Honduras           | 93,2 % | 6,8 %  | 2010 Büro der Vereinten Nationen für Drogen- und Verbrechensbekämpfung |
| Tötungsdelikte                                 | Japan              | 47,1 % | 52,9 % | 2012 Büro der Vereinten Nationen für Drogen- und Verbrechensbekämpfung |

### Bildung
Global gesehen haben Männer eine höhere Alphabetisierungsrate als Frauen. In einigen Gebieten ist es Mädchen verboten, in die Schule zu gehen, so kämpfen beispielsweise die radikal-islamischen Taliban mit Gewalt gegen schulische Bildung der weiblichen Bevölkerung. Weltweit kommen auf 100 Männer, die lesen und schreiben können, 88 Frauen. In einigen Staaten ist diese Abweichung noch größer, in Bangladesch beispielsweise kommen nur 62 Frauen auf 100 Männer. In entwickelten Staaten ist die Lese- und Schreibfähigkeit der Mädchen oft besser als die der Jungen, diese sind dafür etwas besser in Mathematik. Die Ursache dieser Leistungsunterschiede kann auch durch den sogenannten stereotype threat erklärt werden, der besagt, dass Mädchen aus Angst das Stereotyp („Mädchen sind schlechter in Mathematik“) zu erfüllen, in ihrer Leistungsfähigkeit beeinträchtigt werden.
In einigen Staaten gibt es mittlerweile mehr weibliche Studienabsolventen als männliche. In Deutschland waren 2014 50,1 % der Studienanfänger und 50,5 % der Absolventen Frauen.

### Führungsrolle
In den meisten Ebenen der Gesellschaft dominieren Männer in Führungspositionen, egal ob in der Politik, der Wirtschaft oder in anderen Hierarchien.
18 von 193 (9,3 %) Staaten hatten September 2015 ein weibliches Staatsoberhaupt oder/und einen weiblichen Regierungschef im Amt. Im Januar 2017 lebten 2,0 % aller Menschen in Staaten mit weiblichen Staatsoberhaupt und 6,6 % in Staaten mit weiblichen Staatsoberhäuptern oder/und weiblichem Regierungschef.
9,2 % (2014) der deutschen und 5,9 % (2015) der österreichischen Bürgermeister sind weiblich. 41 % der Befragten gaben bei einer Studie der Marktforschungsgesellschaft GfK an, lieber einen Mann als Chef zu haben, 49 % war das Geschlecht des Vorgesetzten gleichgültig.
| Staat       | Aktienindex             | Anzahl gelisteter Unternehmen | Unternehmen mit mind. einer Frau im Vorstand | Unternehmen mit mind. zwei Frauen im Vorstand | Unternehmen mit weiblichem CEO |
| ----------- | ----------------------- | ----------------------------- | -------------------------------------------- | --------------------------------------------- | ------------------------------ |
| Deutschland | DAX, MDAX, SDAX, TecDAX | 160                           | 21 %                                         | 3 %                                           | 0,63 %                         |
| Österreich  | Wiener Börse Index      | 69                            | 13 %                                         | 0 %                                           | 2,9 %                          |

### Wohlstand
Frauen verdienen im Durchschnitt weniger als Männer. Nach einer Veröffentlichung der Generaldirektion Justiz der Europäischen Kommission von 2014 verdienen in den EU-Staaten Frauen im Durchschnitt pro Arbeitsstunde 16 % weniger als Männer. Diese Kennzahl gibt den rechnerischen Unterschied im durchschnittlichen Bruttostundenverdienst zwischen Frauen und Männern wieder, ohne strukturelle Faktoren wie Berufswahl, Arbeitszeit oder Position zu berücksichtigen. In den einzelnen Staaten ist der unbereinigte geschlechtsspezifische Verdienstunterschied (GPG) unterschiedlich stark ausgeprägt. Deutschland gehört mit Österreich zu den Staaten, in denen der GPG am höchsten ist.
Unter den Dollar-Milliardären der Welt befanden sich 2014 1645 Männer und 172 Frauen, von denen die meisten ihr Vermögen geerbt haben: 2010 hatten von 89 Frauen 14 (~15,8 %) ihren Reichtum selbst erwirtschaftet, während 665 von 922 Männern Selfmade-Milliardäre waren (~72 %).